# Erpodium
Erpodium là một chi rêu trong họ Erpodiaceae.